# India en los Juegos Olímpicos de Sochi 2014
India estuvo representada en los Juegos Olímpicos de Sochi 2014 por dos deportistas masculinos que compitieron en dos deportes.
El equipo olímpico indio no obtuvo ninguna medalla en estos Juegos.